# Topeliopsis
Topeliopsis — рід грибів родини Graphidaceae. Назва вперше опублікована 2000 року.